# Tedashii
Тедашии Лавой Андерсон (англ. Tedashii Lavoy Anderson, родился 8 марта 1977 года в Лафкине), также известный как Tedashii — американский рэпер, выступающий в жанре христианского хип-хопа, член хип-хоп-группы 116 (ранее называлась 116 Clique).

## Биография

### Хип-хоп-карьера
Родился 8 марта 1977 года в Лафкине (штат Техас). Мать — Вера Луиз Андерсон (англ. Vera Louise Anderson). Музыкальную карьеру начал в 2004 году, прославился как участник хип-хоп-группы 116, в которой выступает и поныне. Вёл передачу Serium на радиостанции NGEN Radio. Выпустил пять студийных альбомов Kingdom People, Identity Crisis, Blacklight, Below Paradise, Never Fold. Стиль исполнения Tedashii характеризуется глубоким голосом.
В 2008 году Tedashii выступал с группой 116 Clique в рамках Unashamed Tour, в 2009 году выступал в туре Don't Waste Your Life Tour, в конце 2010 года — Unashamed: The Movement Tour, в 2011 году — на гастролях Man Up Tour. В 2012 году участвовал в гастролях по 30 городам в рамках Unashamed Tour: Come Alive.
В декабре 2012 года выступал с Сьюзи Рок и KB на No Boundaries Concert Series. В 2013 году участвовал в записи песни Chanisaw на альбоме Reanimated группы Family Force 5. В 2015 году участвовал в записи песни I Have a Dream на альбоме Reborn рэпера Manafest.

### Семья
Проживает с супругой в Дентоне (штат Техас), служит в церкви. В марте 2013 года скончался сын Tedashii, которому был всего один год. Эмоции, испытываемые после трагедии в семье, отразились в четвёртом студийном альбоме Below Paradise

## Дискография

### Сольная
- Kingdom People (2006)
- Identity Crisis (2009)
- Blacklight (2011)
- Below Paradise (2014)
- This Time Around (EP, 2016)[12]
- Never Fold (2019)[13]
- This Time Around 2 (2022)
- Dead Or Alive, Pt. 1 (2023)
- Dead Or Alive, Pt. 2 (2024)